# Россошка (Орловская область)
Россо́шка — упразднённый посёлок, существовавший на территории Дмитровского района Орловской области до 2004 года. Входил в состав Малобобровского сельсовета.

## География
Располагался в 12 км к югу от Дмитровска и в 2,5 км к юго-западу от села Привич. Высота над уровнем моря 252 м.

## Этимология
Получил названия от урочища Рассошный Лог, расположенного к северу от бывшего посёлка. В этом урочище берёт начало ручей Рассошка — левый приток реки Нессы.

## История
По данным 1926 года числился как группа хуторов Россошек. В то время здесь было 10 хозяйств крестьянского типа, проживало 73 человека (37 мужского пола и 36 женского). На тот момент Россошка входила в состав Круглинского сельсовета Круглинской волости Дмитровского уезда. Позднее передана в Малобобровский сельсовет. В 1937 году в посёлке было 13 дворов, действовала школа. Во время Великой Отечественной войны, с октября 1941 года по август 1943 года, находился в зоне немецко-фашистской оккупации. Захоронение солдат, погибших в боях за освобождение посёлка, после войны было перенесено в общую братскую могилу села Осмонь. К 1981 году постоянное население в Россошке отсутствовало, однако здесь действовал скотный двор. Посёлок был упразднён 15 октября 2004 года.

## Население
| 73 | 0 | 0 |